# Piramis
Piramis (угор. Піраміда) — угорський рок-гурт, один з найпопулярніших гуртів країни 1970-х років. Існував у 1974—1982 роках. Відновлений у 2009 році із повністю новим складом під назвою Piramis Plusz.

## Дискографія
Сингли
- A becsület / Szállj fel magasra! (1976)
- Kívánj igazi ünnepet! / Elment a kedved (1977)
- Metronóm '77: Égni kell annak, aki gyújtani akar (1977)

Альбоми
- Piramis (1977)
- Piramis 2. (1978)
- Piramis 3. (1979)
- Erotika (1981)
- Plusz (1982)

Збірники
- Piramis (1980) — ремейк англійською мовою
- Exclusive (1992)
- Som-Závodi: Száz év zene (1997)
- Best of Piramis (2006)

Відео
- Szeress! (2004) — BS 1992
- Live — Sportaréna 2006 (2007)